# Zvířetice (hrad)
Zvířetice jsou zřícenina renesančního zámku přestavěného z původního gotického hradu nad vesnicí Podhradí asi dva kilometry jihozápadně od města Bakov nad Jizerou v nadmořské výšce 250 metrů. Od roku 1967 je zřícenina zámku chráněna jako kulturní památka.

## Historie

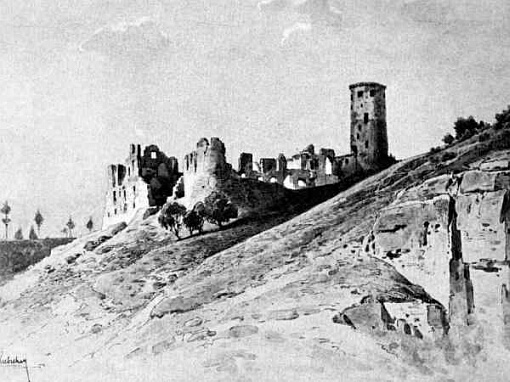
Zvířetice na obraze Karla Liebschera z druhé poloviny 19. století

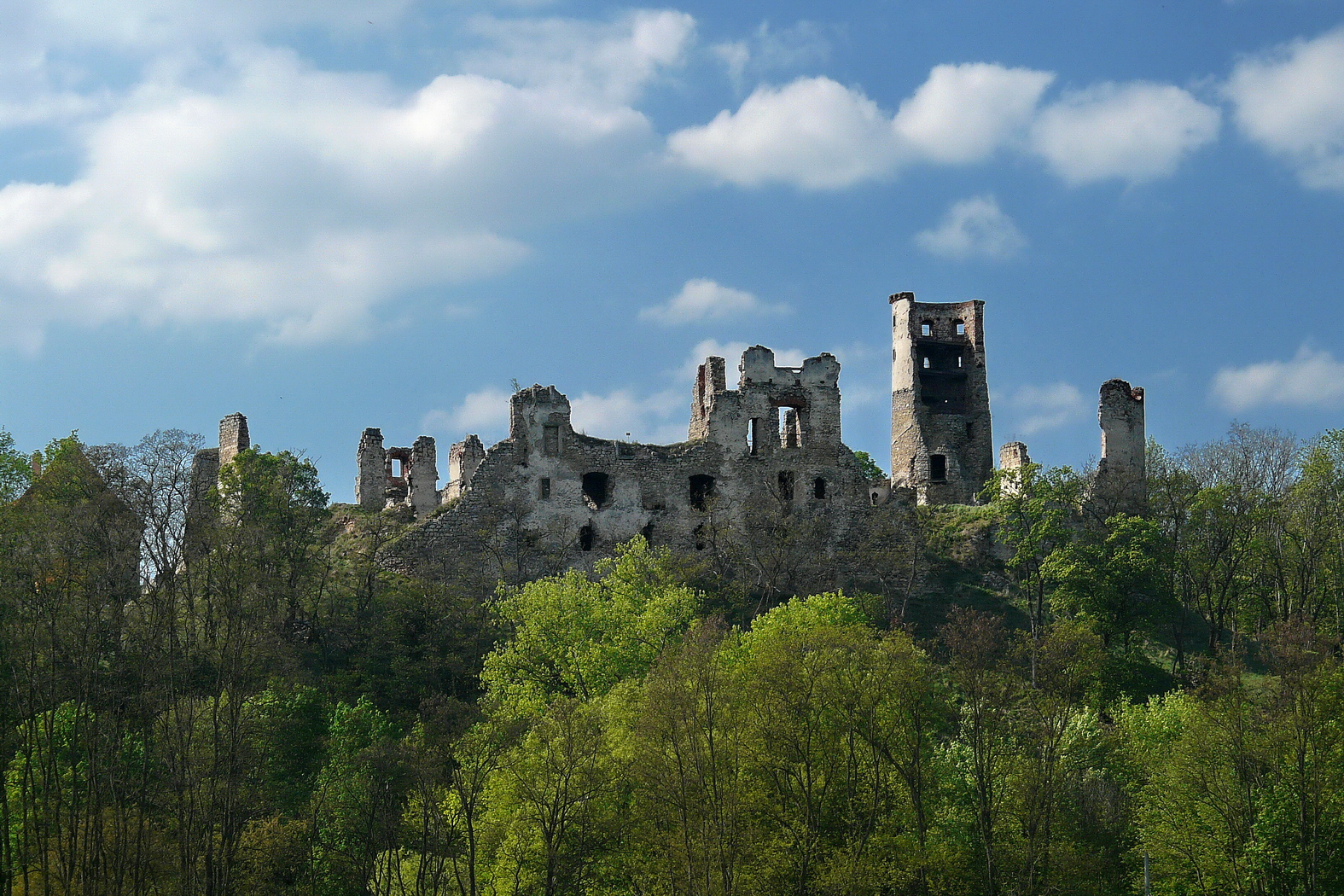
Zřícenina zámku Zvířetice

### Zakladatel hradu
Na počátku 14. století založil nad řekou Jizerou hrad Zdislav z Lemberka, jeden ze tří synů Havla z Lemberka, zakladatele hradu Lemberk, klášterů a městeček v Jablonném v Podještědí i Českém Dubu.

### Páni ze Zvířetic
Zdislav i jeho četní potomci se psali zprvu z Lemberka, později jako páni ze Zvířetic. Zůstali zde do roku 1504. Zdislav měl dva syny, celou řadu vnuků a pravnuků.

### Další vlastníci

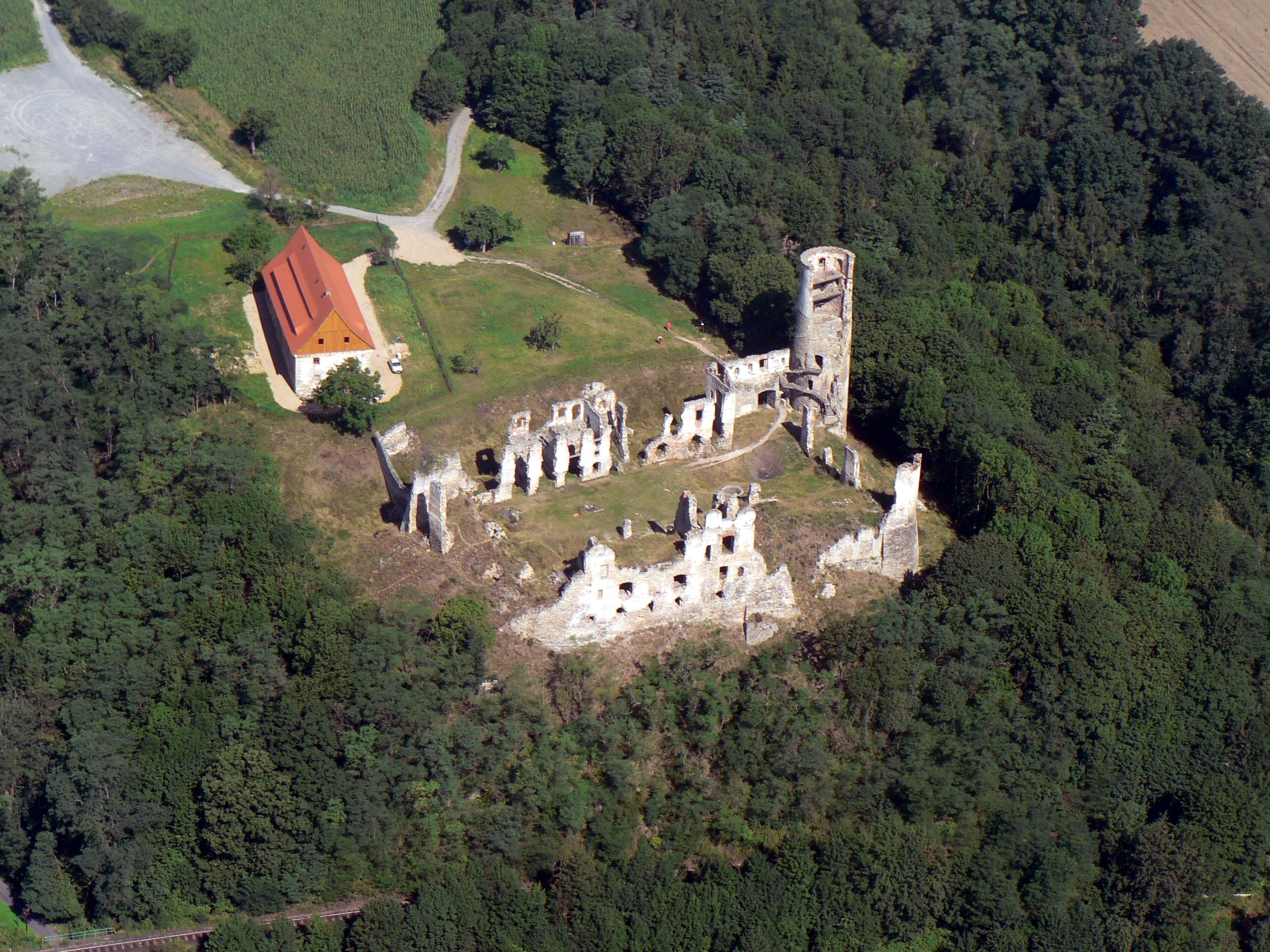
Letecký pohled na Zvířetice

Po pánech ze Zvířetic a nedlouhém vlastnictví Václava Sezimy z Ústí se hradu roku 1528 ujali Vartenberkové a postupně jej přestavěli na renesanční zámek. Po krátkém období let 1610 až 1623 v postupném vlastnictví Jiřího Vratislava z Mitrovic a Jana Vlka z Kvítkova zámek a okolí získal mocný rod Valdštejnů, kteří zde nechali postavit barokní kapli. V druhé polovině 17. a v 18. století sloužil objekt už jen správě panství jako sídlo vrchnostenských úřadů. Roku 1693 zámek vyhořel. Byl sice opraven, ale zásah blesku v roce 1720 způsobil nový ničivý požár a pak už byl zámek definitivně opuštěn.

### Doba úpadku a záchrany
V dalších letech byl zámek rozebírán na stavební materiál, proto rychle chátral. Ještě na kresbě Karla Hynka Máchy a fotografii  z konce 19. století můžeme hradní věž vidět celou. Část se jí zřítila na přelomu 19. a 20. století. Ve třicátých letech ji Klub českých turistů přeměnil v rozhlednu. Později se ruiny ujalo původně svazácké hnutí Brontosaurus (letní tábory dobrovolníků) a došlo k jejímu zakonzervování a menším opravám.

## Stavební podoba
V předhradí se dochovaly pouze terénní relikty staveb a budova renesanční sladovny. Čelní stranu a boky hradního jádra chránil mohutný příkop a před ním ještě val. Jádro mělo lichoběžníkový půdorys a na čelní straně stály v nárožích okrouhlé věže. Severní věž byla zvýšena během renesanční přestavby, kdy k ní byla také přesunuta brána, která se původně nacházela u západní věže. Ta se dochovala jen částečně a třetí věž, která stávala ve východním nároží, byla zbořena a nahrazena barokní kaplí. Z paláce, který stál nad řekou na jižní straně, se dochovaly valeně klenuté místnosti přízemí. Budova podél západní zdi je pozdně gotického původu a zástavba na čelní straně vznikla v období renesance.

## Cestovní ruch
Zřícenina je dobře viditelná od vlakového nádraží Bakov nad Jizerou, kde se křižují železniční tratě 070 a 080, odkud je cesta ke zřícenině dlouhá necelý kilometr. Z nedaleké vesničky Podhradí vede krátké stoupání po modré turistické značce. Vstup je volný. Pod hradem vede nejen železnice, silnice Bakov nad Jizerou – Debř, ale teče pod ním i řeka Jizera. Zejména právě na údolí Jizery a nad ním se tyčící vrch Baba je pěkný výhled z hradní věže, ale v dáli jsou vidět i Český ráj, Ještěd, Bezděz a Krkonoše.

## Projekt Zvířetice 3D a infocentrum

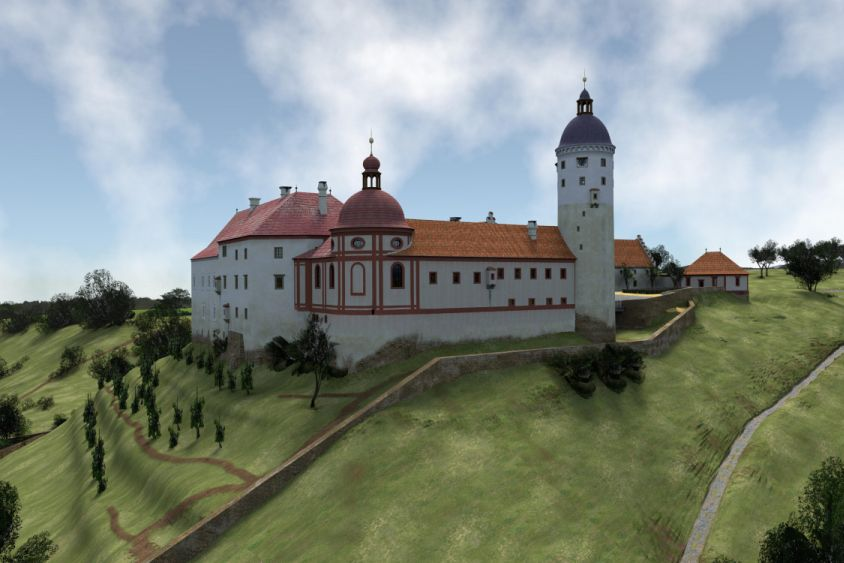
Model zámku

Na začátku roku 2015 byl dokončen projekt Zvířetice 3D, který představuje virtuální rekonstrukci zámku Zvířetice v předpokládané podobě z roku 1683, tedy v dobách jeho největší slávy. Rekonstrukci v podobě virtuálního trojrozměrného modelu doplňuje i velký fyzický model zámku. Projekt, jenž vypracoval vývojový tým Vojtěcha Dvořáka, byl oficiálně představen slavnostní prezentací dne 21. března 2015 v sále muzea v Bakově nad Jizerou. Představení s názvem Zvířetice 1683 zahrnovalo videoprojekci 3D modelu a odhalení fyzického modelu. Fyzický model je nyní umístěn v novém infocentru Zvířetice v Podhradí, které vznikalo souběžně s projektem a bylo otevřeno v květnu 2015. V okolí infocentra a parkoviště byla instalována nová informační stezka se sedmi zastaveními vedoucí k zámku.